# Alois Jirásek

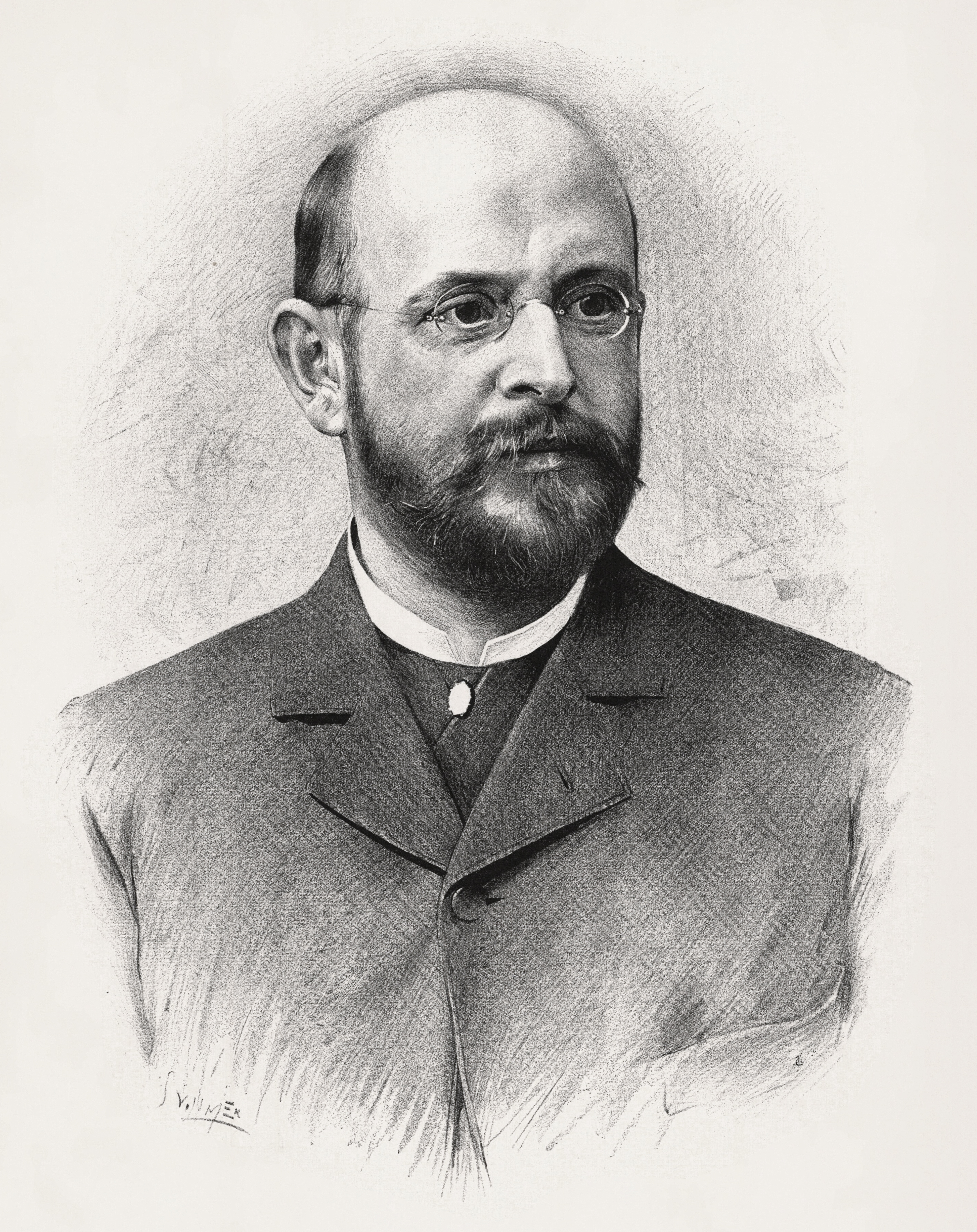
Alois Jirásek

Alois Jirásek, född 23 augusti 1851, död 12 mars 1930, var en tjeckisk författare.
Jirásek har skrivit uppskattade romaner och berättelser med historiskt motiv. Mest känd är Hundhuvudena (1883-84), en skildring av ett tjeckiskt bondeuppror i slutet av 1600-talet.